# Лаврас-да-Мангабейра (микрорегион)

Лаврас-да-Мангабейра на карте.

Лаврас-да-Мангабейра (порт. Microrregião de Lavras da Mangabeira) — микрорегион в Бразилии, входит в штат Сеара. Составная часть мезорегиона Юго-центральная часть штата Сеара. Население составляет 56 670 человек (на 2010 год). Площадь — 1 633,490 км². Плотность населения — 34,69 чел./км².

## Демография
Согласно сведениям, собранным в ходе переписи 2010 г. Национальным институтом географии и статистики (IBGE), население микрорегиона составляет:
| Полное население                             | Полное население                             | Полное население                             | Полное население                             | 56 670 |
| -------------------------------------------- | -------------------------------------------- | -------------------------------------------- | -------------------------------------------- | ------ |
| в том числе:                                 | Городское население                          | 32 487                                       | Процент городского населения, %              | 57,33  |
|                                              | Сельское население                           | 24 183                                       | Процент сельского населения, %               | 42,67  |
|                                              | Мужское население                            | 28 391                                       | Процент мужского населения, %                | 50,10  |
|                                              | Женское население                            | 28 279                                       | Процент женского населения, %                | 49,90  |
| Плотность населения, чел/км²                 | Плотность населения, чел/км²                 | Плотность населения, чел/км²                 | Плотность населения, чел/км²                 | 34,69  |
| Население микрорегиона в % к населению штата | Население микрорегиона в % к населению штата | Население микрорегиона в % к населению штата | Население микрорегиона в % к населению штата | 0,67   |

## Статистика
- Валовой внутренний продукт на 2003 составляет 98 604 006,00 реалов (данные: Бразильский институт географии и статистики).
- Валовой внутренний продукт на душу населения на 2003 составляет 1757,05 реалов (данные: Бразильский институт географии и статистики).
- Индекс развития человеческого потенциала на 2000 составляет 0,627 (данные: Программа развития ООН).

## Состав микрорегиона
В составе микрорегиона включены следующие муниципалитеты:
1. Байшиу
2. Ипаумирин
3. Лаврас-да-Мангабейра
4. Умари